# Unité urbaine de Brioude
L'unité urbaine de Brioude est une unité urbaine française qui fait partie du département de la Haute-Loire et de la région Auvergne-Rhône-Alpes.

## Données globales
En 2010, selon l'Insee, l'unité urbaine de Brioude était composée de deux communes, situées dans le département de la Haute-Loire.
En 2020, avec le nouveau zonage, elle est composée de trois communes, la commune de Cohade ayant été ajoutée au périmètre.
En 2022, avec 7 998 habitants, elle représente la 4e unité urbaine intra-départementale du département de la Haute-Loire.
En 2021, sa densité de population s'élève à 251 hab/km2. Par sa superficie, elle représente 0,64 % du territoire départemental mais, par sa population, elle regroupe 3,53 % de la population du département de la Haute-Loire.

## Composition en 2020
L'unité urbaine de Brioude est composée des trois communes suivantes :
| Nom                    | Code Insee | Département | Statut       | Superficie (km2) | Population (dernière pop. légale) | Densité (hab./km2) | Modifier                                    |
| ---------------------- | ---------- | ----------- | ------------ | ---------------- | --------------------------------- | ------------------ | ------------------------------------------- |
| Brioude (ville-centre) | 43040      | Haute-Loire | ville-centre | 13,52            | 6 523 (2022)                      | 482                | modifier les données · modifier les données |
| Cohade                 | 43074      | Haute-Loire | banlieue     | 9,99             | 868 (2022)                        | 87                 | modifier les données · modifier les données |
| Paulhac                | 43147      | Haute-Loire | banlieue     | 8,40             | 607 (2022)                        | 72                 | modifier les données · modifier les données |

## Évolution démographique
L'évolution démographique ci-dessus concerne l'unité urbaine selon le périmètre défini en 2020.
| 1968  | 1975  | 1982  | 1990  | 1999  | 2010  | 2015  | 2021  |
| ----- | ----- | ----- | ----- | ----- | ----- | ----- | ----- |
| 7 951 | 8 523 | 8 426 | 8 437 | 8 091 | 8 143 | 8 239 | 8 014 |

## Pour approfondir

#### Données générales
- Unité urbaine
- Aire d'attraction d'une ville
- Liste des unités urbaines de France

#### Données démographiques en rapport avec l'unité urbaine de Brioude
- Aire d'attraction de Brioude
- Arrondissement de Brioude

#### Données démographiques en rapport avec la Haute-Loire
- Démographie de la Haute-Loire
- Unités urbaines dans la Haute-Loire